# Heinrich Johannes Bleeker

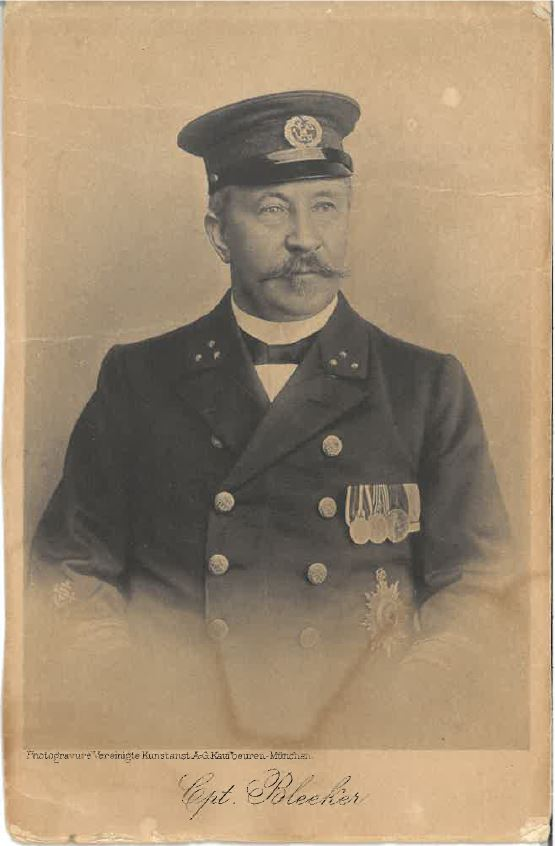
Kapitän Bleeker mit dem chinesischen Drachenorden

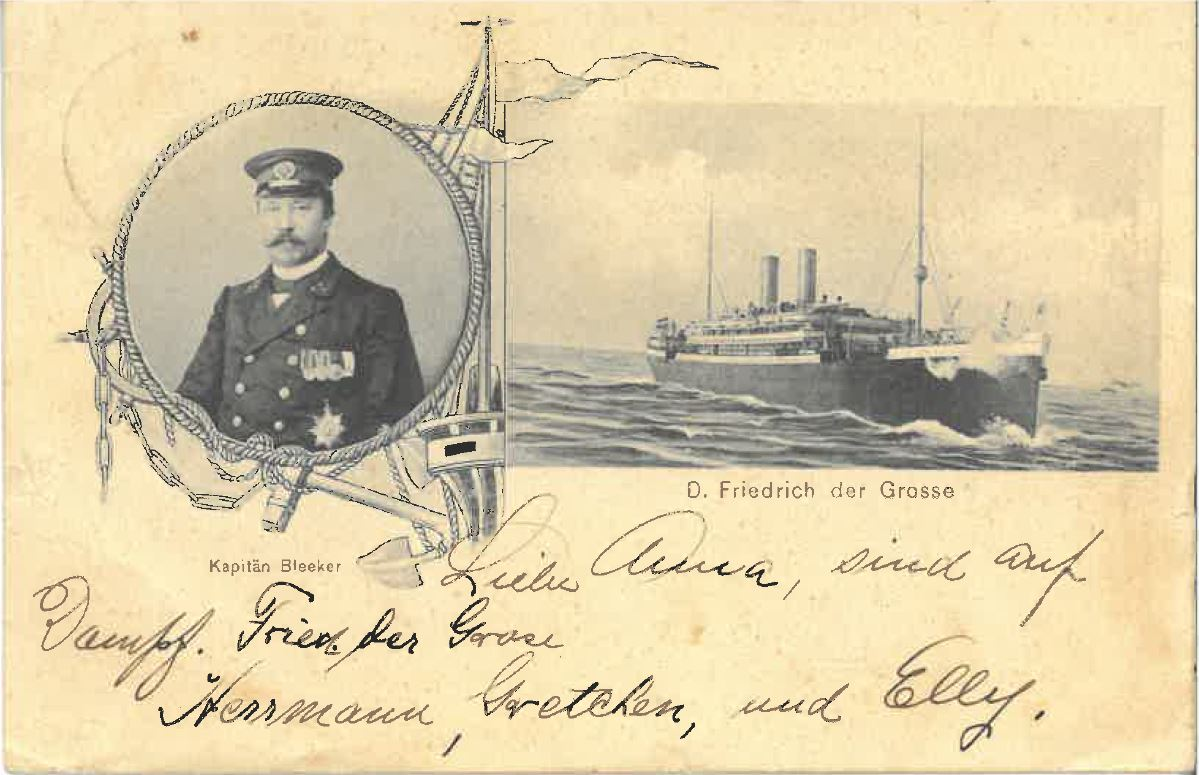
Postkarte von der Friedrich der Große mit Abbildung von Kapitän Bleeker mit dem chinesischen Drachenorden

Heinrich Johannes Bleeker (* 3. September 1850 in Emden; † 28. Dezember 1914 in Burgdamm) war ein deutscher Kapitän des Norddeutschen Lloyds (NDL) in Bremen.

## Leben
Bleeker wuchs als Vollwaise in einem Emder Waisenhaus auf. Nachdem er die Volksschule besucht hatte, versuchte er im Alter von 14 Jahren auf einer Kuff anzuheuern, was jedoch nicht gelang. Ein Jahr später versuchte er es nach einer Büroausbildung erneut, diesmal mit Erfolg.
Von August 1870 bis März 1871 diente Bleeker in der freiwilligen Seewehr in Geestemünde (heute ein Stadtteil von Bremerhaven) sowie von Oktober 1872 bis 1874 bei der 2. Matrosen-Division in Wilhelmshaven.
Anschließend wandte er sich wieder der zivilen Seefahrt zu und wurde am 1. August 1877 in Emden wegen hervorragender Leistungen in der praktischen Prüfung zum Seesteuermann auf großer Fahrt ausgezeichnet. 1881 dann bestand er in Leer die Prüfung zum Kapitän auf großer Fahrt. Bleeker fuhr u. a. beim Norddeutschen Lloyd, wo er auch sein erstes Kommando als Kapitän innehatte.
Zu den Schiffen, auf denen Kapitän Bleeker das Kapitänskommando ausübte, gehörten die Hohenzollern, die Aachen, die Bayern, die Friedrich der Große und die Gneisenau.
1901 wurde er nach dem Ende des Boxeraufstandes in China mit der Aufgabe betraut, den Halbbruder des vorletzten Kaisers von China und Vaters des letzten Kaisers von China, den Prinzen Chun, mit einer Sühnefahrt auf der Bayern nach Deutschland zu überführen. Diese Sühnefahrt war China für die Schäden, die Deutschland im Boxeraufstand zugeführt worden waren, insbesondere aber für die Ermordung des deutschen Gesandten in Peking, Clemens von Ketteler, auferlegt worden. Auch mit der Rückfahrt wurde er betraut. Für die korrekte Behandlung wurde ihm der chinesische Drachenorden verliehen. 
Anfang Dezember 1908 musste Bleeker im Alter von 58 Jahren aus gesundheitlichen Gründen die Seefahrt aufgeben. 1914 verstarb er infolge eines Herzleidens. Kurz vor seinem Tod war Bleeker „Schaffer“ bei der traditionellen Bremer Schaffermahlzeit. Bleeker war verheiratet und hatte vier Töchter.

## Sonstiges
Nach Heinrich Johannes Bleeker wurde 1963 ein Lotsenstationsschiff, die Kapitän Bleeker benannt.